# ان‌جی‌سی ۷۵۳
ان‌جی‌سی ۷۵۳ (انگلیسی: NGC 753) یک کهکشان مارپیچی است که در فاصله ۲۲۰ میلیون سال نوری در صورت فلکی آندرومدا قرار دارد. این کهکشان توسط ستاره شناس توسط هاینریش لویی داره در ۱۶ سپتامبر ۱۸۶۵ کشف شد.